# Zlatá prilba SNP
Złoty Kask SNP (słow. Zlatá prilba SNP) – turniej żużlowy, rozgrywany od 1959 na Słowacji. Od 1962 roku zawody odbywają się na stadionie żużlowym w Žarnovicy, wcześniej rozgrywane były w Bańskiej Bystrzycy.

## Historia
Turniej o Złoty Kask SNP zastąpił rozgrywane w latach 1953-1957 zawody o Srebrny Kask SNP (słow. Strieborna prilba SNP). Nazwa obu turniejów nawiązuje do słowackiego powstania narodowego (słow. Slovenské národné povstanie, SNP). Inicjatorem powstania ośrodka żużlowego w Žarnovicy i turnieju był pochodzący z Pardubic stomatolog František Majbo, który był wcześniej członkiem komitetu organizacyjnego Złotego Kasku Czechosłowacji.

## Trofeum
Główna nagroda swoim wyglądem przypomina hełmy należące do uczestników słowackiego powstania narodowego. W ciągu blisko 70-letniej historii powstało 9 kasków.
Srebrne kaski

Wykonane zostały w wytwórni zastawy stołowej Sandrik z miejscowości Hodruša-Hámre. Powstało pięć egzemplarzy, które przechodziły na własność zwycięzców turnieju. Cztery z nich padło łupem prażanina Hugo Rosáka. Jeden z nich w podzięce za swoje sukcesy ofiarował fabryce motocykli żużlowych Jawa w Divišovie. Ostatni, piąty kask wygrał pardubiczanin Rudolf Havelka, reprezentujący w tym czasie klub Rudá Hvězda.
Złoty kask z 1959

Nowe trofeum ufundowane zostało przez radę narodową kraju bańskobystrzyckiego, wykonane zostało w tej samej wytwórni co kaski srebrne. Była to nagroda przechodnia, jednak na pamiątkę triumfu zwycięzcom od 1963 przyznawana była miniatura kasku. Kask przeszedł na własność Jiříego Štancla, po tym jak 1979 roku wygrał zawody po raz trzeci.
Złoty kask z 1980

Drugi złoty kask ufundowany został przez miejską radę narodową w Žarnovicy, został on wykonany w tej samej wytwórni co poprzednie nagrody. Przyjęto zasadę, że kask przejdzie na własność zawodnika, który wygra turniej trzy razy z rzędu lub łącznie pięciokrotnie. Sztuka ta prawie udała się Jiříemu Štanclowi, który wygrał zawody w 1983 i 1984 roku, natomiast w 1985 był drugi, za Antonínem Kasperem młodszym. Kasper poszedł za ciosem, zwyciężając dwie kolejne edycje turnieju, a tym samym zdobywając kask na własność.
Złoty kask z 1988

Kolejny kask ufundowany został przez powiatową radę narodową Żaru nad Hronem, pochodził z tej samej wytwórni co wszystkie poprzednie kaski. Przeszedł na własność Martina Vaculíka, po tym jak udało mu się wygrać turniej pięciokrotnie (2008–2009, 2014-2016).
Złoty kask z 2017

Czwarty kask ufundowany został przez Jána Adámika, starostę wsi Hrabičov, w powiecie Žarnovica. Zaprojektowany został przez prywatną szkołę rzemieślniczą w Hodrušy-Hámrach. Z przodu kasku umieszczony jest herb Słowacji, oraz plakietka z logiem organizatora zawodów i napisem Na pamiatku Slovenského národného povstania (pl. Na pamiątkę słowackiego powstania narodowego). Przed 54. edycją turnieju kask został ochrzczony. Rodzicami chrzestnymi nowego kasku są zastępczyni burmistrza Žarnovicy Alena Kazimírová i Jiří Štancl.

## Lista zwycięzców
Srebrny Kask
Złoty Kask